# Ryszard Sobczak
Ryszard Tadeusz Sobczak (ur. 2 listopada 1967 w Zgorzelcu) – polski florecista, dwukrotny medalista olimpijski i czterokrotny medalista mistrzostw świata.

## Życiorys
Występował w barwach AZS-AWF Warszawa i AZS-AWFiS Gdańsk. Trzykrotnie, w latach 1993, 1994 oraz 1995 zdobywał indywidualny tytuł mistrza Polski, wielokrotnie triumfował także w drużynie. 
Na igrzyskach olimpijskich w Barcelonie w 1992 roku reprezentacja Polski w składzie: Marian Sypniewski, Piotr Kiełpikowski, Adam Krzesiński, Cezary Siess i Ryszard Sobczak zdobyła brązowy medal w turnieju drużynowym. Na rozgrywanych cztery lata później igrzyskach olimpijskich w Atlancie wspólnie z Piotrem Kiełpikowskim, Jarosławem Rodzewiczem i Adamem Krzesińskim wywalczył srebrny medal drużynowo. Indywidualnie zajął 15. miejsce. Brał również udział w igrzyskach olimpijskich w Sydney w 2000 roku, zajmując 4. miejsce drużynowo i 24. indywidualnie.
Podczas mistrzostw świata w Lyonie w 1990 roku wspólnie z kolegami z reprezentacji zdobył srebrny medal w zawodach drużynowych. W tej samej konkurencji zdobywał następnie brązowe medale na mistrzostwach świata w Essen (1993) i mistrzostwach świata w Hadze (1995). Ponadto razem z Adamem Krzesińskim, Piotrem Kiełpikowskim i Sławomirem Mockiem wywalczył drużynowo złoty medal podczas mistrzostw świata w Chaux-de-Fonds w 1998 roku. 
Zdobył również srebrny medal w rywalizacji drużynowej na mistrzostwach Europy w Płowdiwie w 1998 roku.
Jego żoną jest Anna Wojtczak, florecistka, dwukrotna olimpijka.